# Erich von Richthofen
Erich Freiherr von Richthofen (* 8. Mai 1913 in Hirschberg im Riesengebirge; † 1988) war ein deutscher Romanist, Mediävist und Hispanist, der in Kanada wirkte.

## Leben und Werk
Erich von Richthofen promovierte 1940 in Frankfurt bei Erhard Lommatzsch über Alfonso Martínez de Toledo und sein Arcipreste de Talauera : Ein kastilisches Prosawerk des 15. Jahrhunderts (Halle a. S. 1941) und habilitierte sich ebenda 1943 mit Studien zur romanischen Heldensage des Mittelalters (Halle a. S. 1944). In den fünfziger Jahren ging er zuerst als Associate Professor an die University of Alberta in Edmonton, später an die Universität Toronto, wo schon Ulrich Leo lehrte. 1985 erhielt er die Pierre Chauveau Medal der Kanadischen Akademie für seine weltweit anerkannte mediävistische Forschungsleistung.

## Weitere Werke
- (Herausgeber) Marie de France: Vier altfranzösische Lais, Tübingen  1954
- Estudios épicos medievales, Madrid 1954
- Veltro und Diana : Dantes mittelalterliche und antike Gleichnisse nebst einer Darstellung ihrer Ausdrucksformen, Tübingen 1956
- Commentaire sur „Mon Faust“ de Paul Valéry, Paris 1961
- Nuevos estudios épicos medievales, Madrid 1970
- Tradicionalismo épico-novelesco, Barcelona 1972
- Sincretismo literario : algunos ejemplos medievales y renacentistas, Madrid 1981
- La metamorfosis de la épica medieval, Madrid 1989